# W. L. Elliott Motor Carriage Company
W. L. Elliott Motor Carriage Company war ein US-amerikanischer Hersteller von Automobilen.

## Unternehmensgeschichte
William L. Elliott betrieb das Unternehmen in Oakland in Kalifornien. Er stellte zwischen 1897 und 1899 Automobile her. Der Markenname lautete Elliott. Im März 1900 bot er noch einen Motor an. Danach verliert sich die Spur des Unternehmens.
Elliott gab 1907 in einem Interview an, dass drei Fahrzeuge entstanden.

## Fahrzeuge
Die Fahrzeuge hatten Ottomotoren und gehörten damit zu den ersten ihrer Art, die an der Westküste der Vereinigten Staaten gefertigt wurden.
Das erste Fahrzeug von 1897 hatte einen Einzylindermotor mit 2 PS Leistung, den Elliott nach Zeichnungen in einer französischen Zeitschrift selber anfertigte. Die Motorleistung wurde über Riemen auf eine Vorgelegewelle und von dort an die Hinterachse übertragen. Die offene Karosserie wog etwa 272 kg und bot Platz für zwei Personen. Hamilton erreichte bei einer Testfahrt die Spitze des Mount Hamilton. Bei der Abfahrt versagten die Bremsen.
Im April 1899 entstanden zwei weitere Fahrzeuge. Davon war eines für den Eigenbedarf gedacht. Das andere wurde über 1200 US-Dollar verkauft.
Darüber hinaus wurde angekündigt, dass auf Bestellung weitere Fahrzeuge für 800 Dollar gefertigt würden.